# NGC 1857
NGC 1857 (другое обозначение — OCL 428) — рассеянное скопление в созвездии Возничего. Открыто Уильямом Гершелем в 1786 году. Описание Дрейера: «довольно богатое звёздами, плотное скопление, содержит звёзды тусклее 7-й величины». Возраст скопления составляет около 180 миллионов лет, избыток цвета B−V из-за межзвёздного покраснения составляет 0,18m. Диаметр скопления составляет около 12 парсек.
Этот объект входит в число перечисленных в оригинальной редакции «Нового общего каталога».